# Drag en France
Pour des articles plus généraux, voir Drag et Culture LGBT en France.
Le drag en France est aussi ancien que la culture LGBT : d'abord limité aux cabarets tels que Madame Arthur et le Carrousel, les spectacles de travestissement se diffusent au cours de la seconde moitié du XXe siècle, au point de connaître un premier âge d'or au tournant du XXIe siècle. La pratique drag devient alors beaucoup plus confidentielle mais aussi beaucoup plus engagée politiquement, avec la création des Sœurs de la Perpétuelle Indulgence, avant de redevenir populaire dans les années 2010, accompagnant le succès de RuPaul's Drag Race et de Drag Race France. Cette popularité a un effet ambivalant, créant de nouvelles opportunités économiques pour les artistes tout en se focalisant sur les aspects du drag les plus spectaculaires mais les moins politiques.

## Histoire

### Les origines: le cabaret travesti et trans (début du XXesiècle)

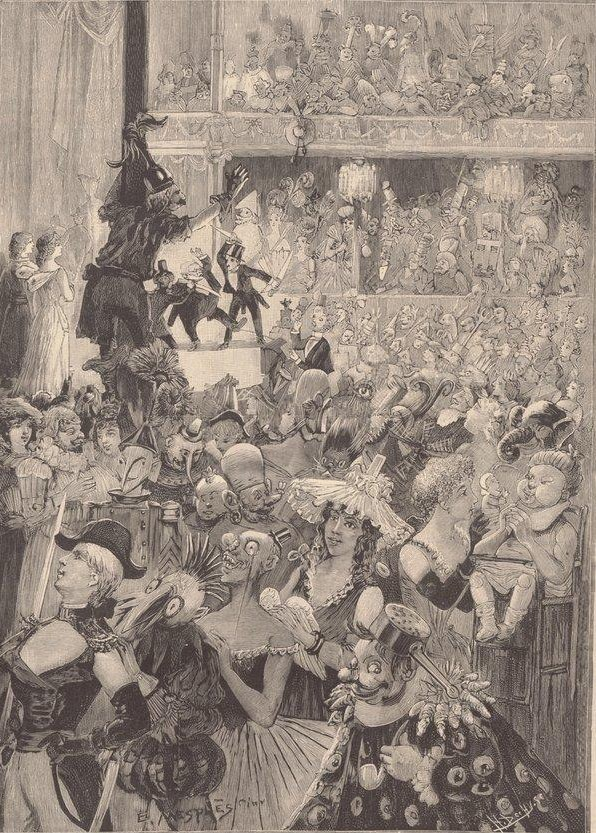
Bal des Incohérents, Folies Bergère, lors du Carnaval de Paris. Dessin de Paul Eugène Mesplès dans Le Monde illustré du 31 janvier 1891

Il est difficile de tracer exactement les contours du début du drag, en France comme ailleurs, puisque que le travestissement et le spectacle sont des traditions plus anciennes que l'utilisation du terme « drag » en contexte français et que les artistes drag revendiquent des filiations avec des pratiques anciennes : ainsi, Nicky Doll place le début du drag français avec le chevalier d'Eon et plus généralement le grand rafinement esthétique de la cours de Versailles, la journaliste Apolline Bazin avec le vaudeville et le journaliste Sofian Aissaoui avec le cabaret.
Ainsi, si la culture drag stricto sensus naît aux États-Unis et gagne en particulier en popularité dans les années 1980, la France connaît tout au long du XXe siècle des formes de travestissement théâtralisé, que ce soit dans la culture cabaret du Paris du début du siècle ou par les actions des Mirabelles et des Gazolines dans les années 1970,. Dans cette culture cabaret, en particulier au Madame Arthur, au Carrousel, se mêle le travestissement aux premières visibilités de femmes transgenres en France,. Un autre cabaret, le Elle et Lui, vise quant à lui un public lesbien, et s'y mêlent femmes travesties, lesbiennes masculines et hommes trans. La loi de 1949 interdisant aux artistes de cabaret de se produire avec des perruques, des faux seins, des robes ou des chaussures à talons fait que les femmes trans se retrouvent à avoir plus d'opportunités de travail que les hommes travestis.

### Les reines et les tantes: des années 1950 aux années 1970

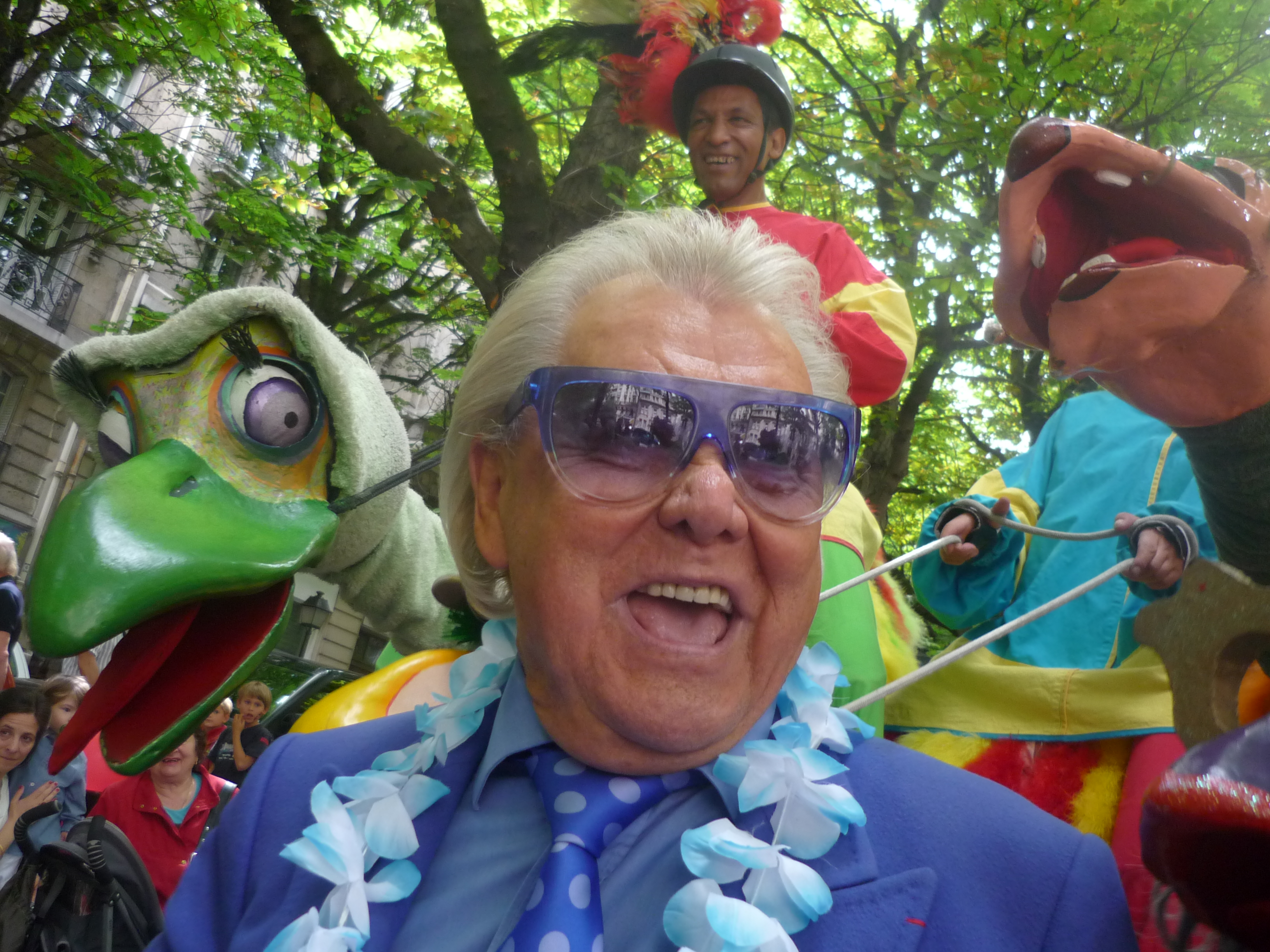
Michou, directeur du cabaret éponyme et figure du spectacle de travestis français de la seconde moitié du XXe siècle.

Le passage de « travesti » à « drag queen » se fait au cours de la seconde moitié du XXe siècle, par l'intermédiaire de « reine », terme utilisé à la fois pour désigner un homme homosexuel et comme partie récurrente des noms des personnages de drag : ainsi, Jean Genet, dans son œuvre, crée les personnages de la « Reine de Roumanie » et de la « Reine-Oriane ». Le changement permet aussi d'affranchir le vocabulaire de l'identité de l'artiste : un travesti est forcément un homme, tandis qu'une drag queen peut être une femme, telle que La Briochée, drag queen et femme trans.
À la suite du succès de La Cage aux folles dans les années 1970, Alain Marcel décide de créer la comédie musicale Essayez donc nos pédalos afin de peindre un portrait plus fidèle et collectif de la réalité de l'homosexualité masculine et de la transidentité via un spectacle de travestissement. La pièce devient culte et est représentée des centaines de fois en France, mais aussi au Canada, en Belgique et en Suisse. La troupe Les Mirabelles fait elle-aussi des spectacles de travestissement au cours des années 1970, que Frédéric Martel décrira plus tard comme des drag shows.

### Premier âge d'or des drag queens: années 1980 et 1990

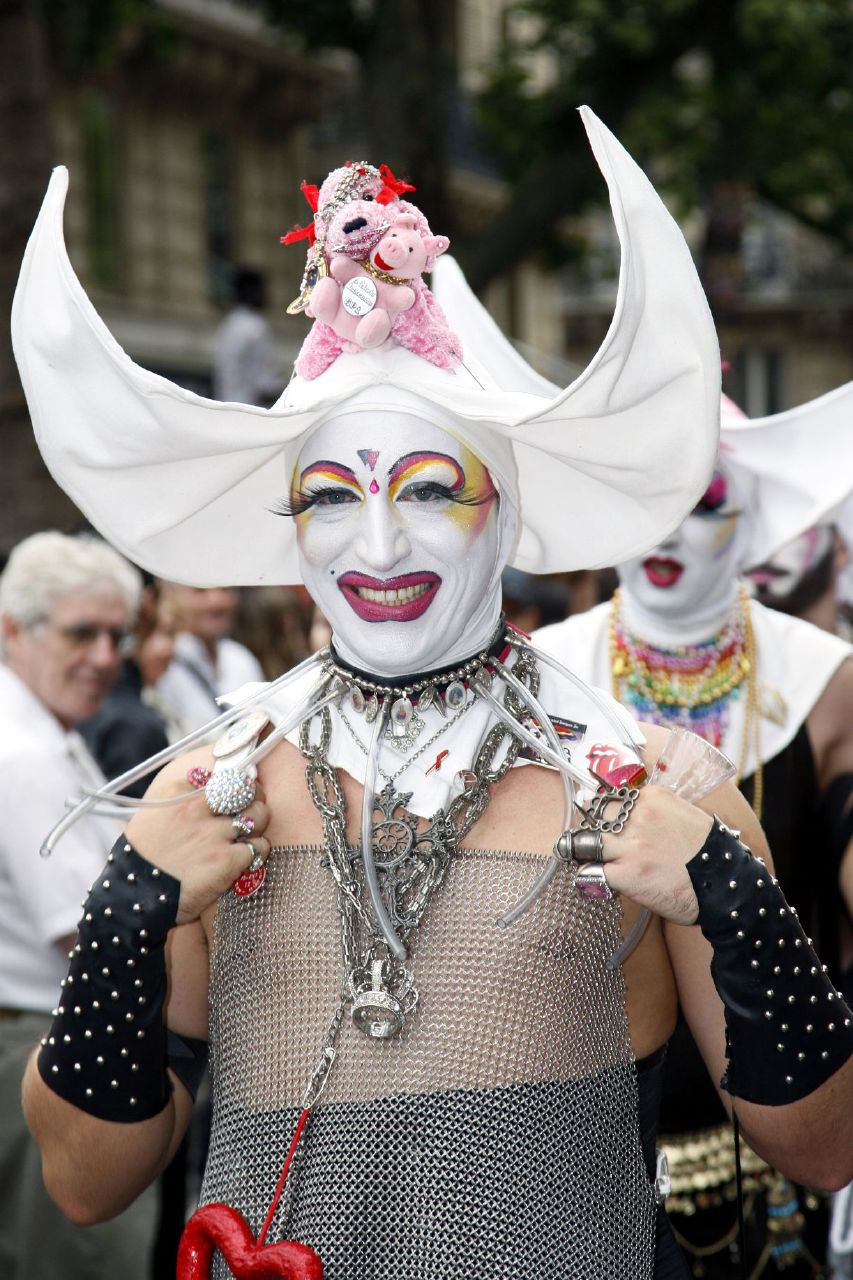
Soeur Innocenta, des soeurs de la perpétuelle indulgence, à la marche des fiertés de Paris 2007

Si des cabarets travestis continuent à exister dans la seconde moitié du XXe siècle, dont le plus célèbre est le cabaret Michou de Montmartre, le développement du drag des années 1980 et 1990, en particulier à Paris, correspond à l'esprit libertaire qui règne alors dans le monde dans la nuit : les drags queens s'organisent avec leur réseau local d'amis coiffeurs, stylistes... puis se présentent aux soirées gays de la capitale : Mercedes aux soirées French Kiss du Palace, Tyra et Tonya au Banana Café, La Chose au Gibus,. Le très grand succès du film Priscilla, folle du désert, sorti en 1994, provoque une explosion de la popularité des drag queens : celles-ci peuvent recevoir jusqu'à 1500 francs par soirée et sont invitées à la télévision ; le groupe Sister Queen crée le titre Let me be a Drag queen et Mylène Farmer chante Sans contrefaçon en concert avec des danseurs en drag,,.
Le drag de cette époque est fait avec peu de moyens et les artistes s'approvisionnent dans les sex-shops de Pigalle.
La sortie de Trouble dans le genre, où Judith Butler utilise l'exemple de la drag queen pour théoriser la performativité du genre, correspond à un virage où le drag prend un aspect plus directement politique : ainsi, les sœurs de la Perpétuelle Indulgence, groupe militant international présent en France depuis 1991, sont présentes à toutes les marches des fiertés françaises. Chez les Sœurs, comme chez les drag queens des années 1990, les questions de la visibilité et de la lutte contre le VIH sont centrales à la pratique drag. En 1994, Marianne James crée la comédie musicale L'Ultima Récital, où elle incarne la drag queen Ulrika von Glott, une diva nazie ; ce personnage lui sert notamment à dénoncer la montée de l'extrême-droite en France, en particulier du Front national. En raison de la forte corpulence d'Ulrika, de son « langage châtié » et de sa popularité auprès du public gay et donc d'une confusion entre la pratique drag et le travestissement, des rumeurs circulent qu'Ulrika est en réalité jouée par un homme. Cette visibilité n'est pas bien vue de toutes les personnes homosexuelles : des hommes gays, dans une optique d'homonormativité, reprochent ainsi aux drag queens de donner une image caricaturale et efféminée de l'homosexualité.
Toutefois, cette augmentation de la popularité des drag queen provoque un essoufflement du marché : de plus en plus de personnes s'investissent dans le drag, en réalisant parfois gratuitement des spectacles, provoquant un effondrement du cachet des artistes. Des spectacles, destinés à de riches hommes hétérosexuels, utilisent ainsi des artistes drag pour les soumettre à l'homophobie de ce public. Plusieurs drag queen profitent de cette période de faibles revenus pour arrêter temporairement les spectacles afin de réaliser leur transition.

### Apparition des drag kings au début des années 2000
Apparue en France au milieu des années 1990, la scène drag king reste dans le pays assez limitée par rapport à ce qu'elle peut être à Londres ou aux États-Unis. Le premier atelier drag king en France a lieu à Paris en juin 2002 à l'initiative de Paul B. Preciado, assisté de Victor Marzouk en qualité de « gender stylist ». Inspirés par le travail de Diane Torr et Del LaGrace Volcano, qu'ils invitent d'ailleurs en Europe durant cette période, ils animent des ateliers ensemble jusqu'en décembre 2005, en France ainsi qu'en Espagne et en Italie. De ces ateliers naissent d'autres drag kings, parmi lesquels, à Bourges, en 2003, le groupe de hip-hop des Kings du Berry, composé de King Eric, Bruno, Dev', Vlad (l'empaleur), King Romain et Lucien. Participent alors également à la scène drag king française Sam Bourcier, Louis(e) de Ville et Camille Delalande à Paris, Rachele Borghi et Arnaud Alessandrin à Bordeaux et Isabelle Salem Diego Sentis à Lille (à partir de 2004).
Les ateliers drag king sont alors souvent liés au milieu lesbien et féministe, avec en 2004 la tenue d'un atelier drag king à Violette and Co suivi d'un défilé à Cineffable. Cette inclusion est parfois conflictuelle : avec des demandes d'exclure les drag kings, accusés de propager la masculinité toxique, d'évènements culturels ou festifs lesbiens.
Chriss Lag consacre dans les années 2010 deux documentaires aux drag kings de France, le premier spécifiquement à Louis(e) de Ville, portrait d’une bad girl !, le suivant, Drag Kings, plus généraliste.

### Renaissance dans les années 2010 et 2020

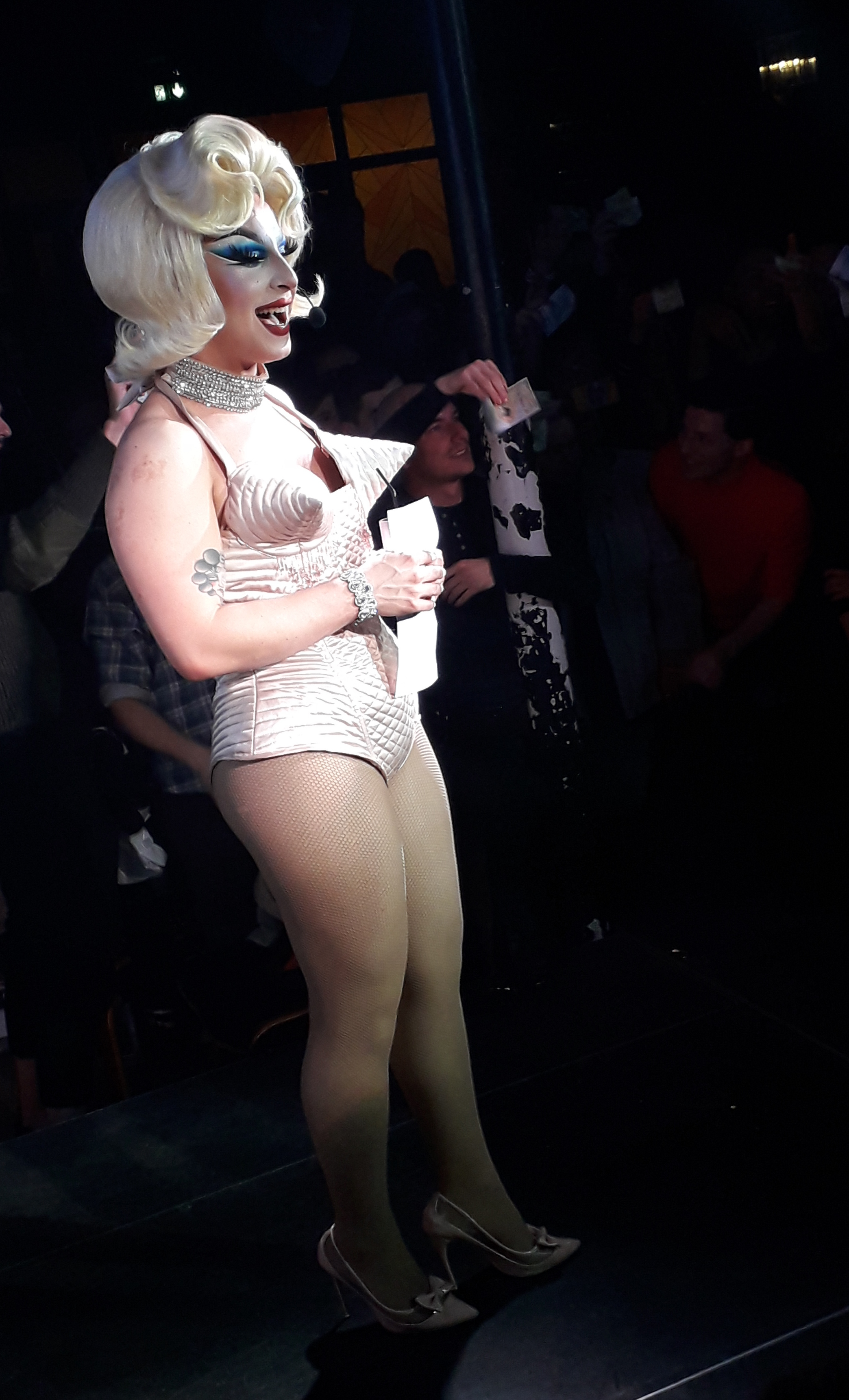
Cookie Kunty au dragathon Paris, le 14 avril 2019. Elle porte une tenue inspirée d'un costume de scène de Madonna réalisé par Jean-Paul Gaultier, qui servira aussi d'inspiration au premier défilé de la saison 1 de Drag Race France.

La scène française de la culture drag renaît ensuite grâce à la visibilité que permet l'émission RuPaul’s Drag Race, diffusée en France par Netflix à partir de 2014,. En 2020, Nicky Doll est la première drag queen française à y participer, permettant une médiatisation plus importante de l'univers des drag queens en France,. Certaines chaines de télévisions, telles qu'Arte ou Canal+ proposent des programmes originaux avec des artistes drag françaises, mettant ainsi en lumière les drag queen venues d'ailleurs que des hauts lieux du drag français (Lille, Paris ou Lyon), permettant ainsi le développement de la scène drag sur une plus grande partie du territoire, en particulier Toulouse, Bordeaux et Marseille,. Ce développement vient aussi d'un besoin de la communauté LGBT+ de proposer une visibilité forte, en réaction à la place médiatique prise par La Manif pour tous ; d'une manière plus complexe, il s'agit aussi d'un besoin d'avoir des espaces festifs, positifs, afin de ne pas limiter la sociabilité LGBT+ aux manifestations, que ce soit pour le mariage pour tous ou l'ouverture de la procréation médicalement assistée aux couples lesbiens.
La diffusion de la culture drag s'accompagne de son institutionnalisation : des municipalités, telles que Bordeaux, financent des spectacles drag lors du mois des fiertés.
La pratique drag des années 2010 est aussi politisée autour de la théorie queer, en particulier de la notion de performance de genre : Teresa de Lauretis, Judith Butler ou le Français Sam Bourcier sont invoqués par les drag queens comme des références et, réciproquement, les drag queens qui commencent le drag par jeu du travestissement trouvent dans le milieu une circulation d'idées politiques qui influencent ensuite leur pratique. Ces idées sont ensuite partagées à un public plus large, par l'organisation de lectures DragQueer.
Le renouveau du drag se fait autour d'artistes jouant le rôle de drag mother, qui aident les artistes débutant à se consistuer un réseau et à perfectionner leur art : Cookie Kunty joue ce rôle à Paris, Crystal Chardonnay à Lille, Miss Martini à Marseille.

### DepuisDrag Race France(2022-)

#### Démocratisation du drag
.

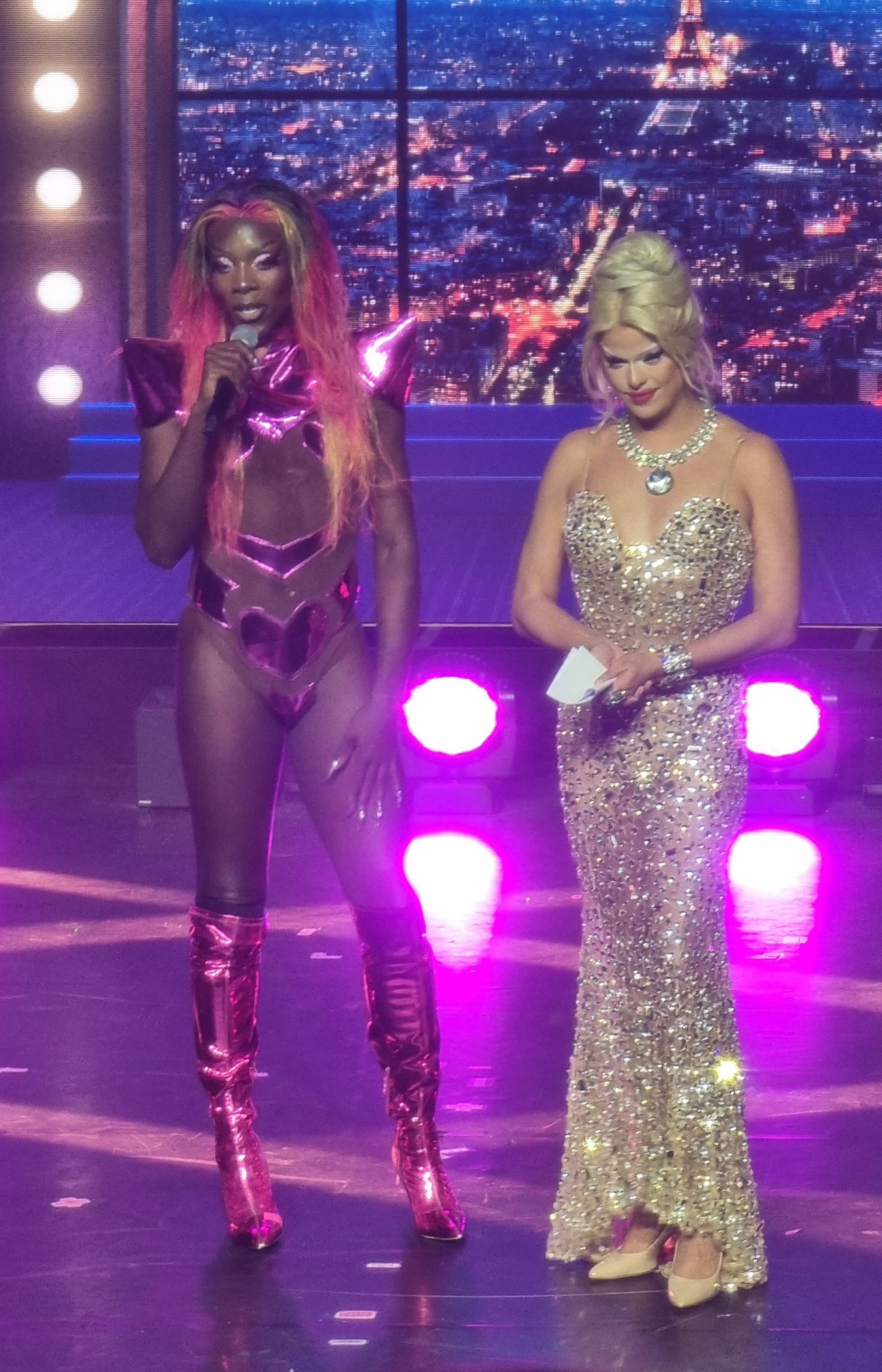
Keiona, gagnante de la saison 2, aux côtés de Nicky Doll, présentatrice, lors de la tournée 2023 de Drag Race France aux Folies Bergère

En juin 2022, France Télévision lance Drag Race France, animée par Nicky Doll, Kiddy Smile et Daphné Bürki et où participent 10 drag queens : La Kahena, Lova Ladiva, La Briochée, Kam Hugh, Elips, La Big Bertha, Lolita Banana, La Grande Dame, Soa de Muse et Paloma. L'édition française est la première à inclure des drag kings, même s'ils ne sont pas concurrents. 11 candidates participent à la saison suivante : Rose, Vespi, Kitty Space, Ginger Bitch, Moon, Cookie Kunty, Piche, Punani, Mami Watta, Sara Forever et Keiona ; puis 10 autres candidates à la saison 3 : Le Filip, Lula Strega, Perseo, Leona Winter, Ruby On The Nail, Misty Phoenix, Norma Bell, Edeha Noire, Magnetica et Afrodite Amour.
Plusieurs de ces artistes se lancent ensuite dans une carrière musicale : si aux États-Unis, les queens produisent de la musique pour bar gay, le public drag français est éclectique en termes de goûts musicaux, rendant plus difficile le passage d'un art à l'autre, mais permettant aussi aux artistes d'investir différents styles : ainsi, Piche se lance dans le rap, La Grande Dame dans l'électro, Paloma dans la pop des années 1980 et Soa de Muse dans des productions plus expérimentales.
Cette émission permet une démocratisation du drag : les artistes ne sont plus vus dans la rue comme des créatures étranges suscitant l'hostilité, mais plus souvent identifiés comme des artistes en drag.
Nicky Doll, Paloma et Piche, accompagnées de Giselle Palmer et Barbara Butch, participent à la cérémonie d'ouverture des JO 2024 à Paris(+ Kam Hugh).
En Mai 2024, Miss Martini devient la première Drag Queen à porter la Flamme Olympique, suivie de Nicky Doll puis de Minima Gesté.

#### Vers une perte de l'aspect politique du drag?
Malgré les opportunités économiques offertes avec une plus grande visibilité, d'autres artistes drag, notamment des drag kings, regrettent que l'émission ne présente qu'une partie du drag, qui du coup devient une norme à laquelle les artistes se soumettent : ainsi, les spécifités de la scène king, comme le rap et le stand-up, peu montrés dans Drag Race, sont délaissés au profit de ce que l'émission valorise, notamment les lipsync et les performances physiques. Outre la performance, c'est aussi la politisation du drag qui est remise en cause : Enza Fragola cite ainsi le Café Beaubourg, haut-lieu parisien des viewing party de Drag Race, qui n'invite pas les artistes faisant des actions politiques, telles que les queens du Sidragtion. Ce phénomène est renforcé par la diversification du public, moins radical, qui voit le drag comme un divertissement et non plus un vecteur de messages politiques. Pour certaines artistes, la performance dans les bars n'est plus uniquement vue comme une fin en soi, mais comme un marche-pied pour accéder à l'émission. 

#### Des contestations violentes

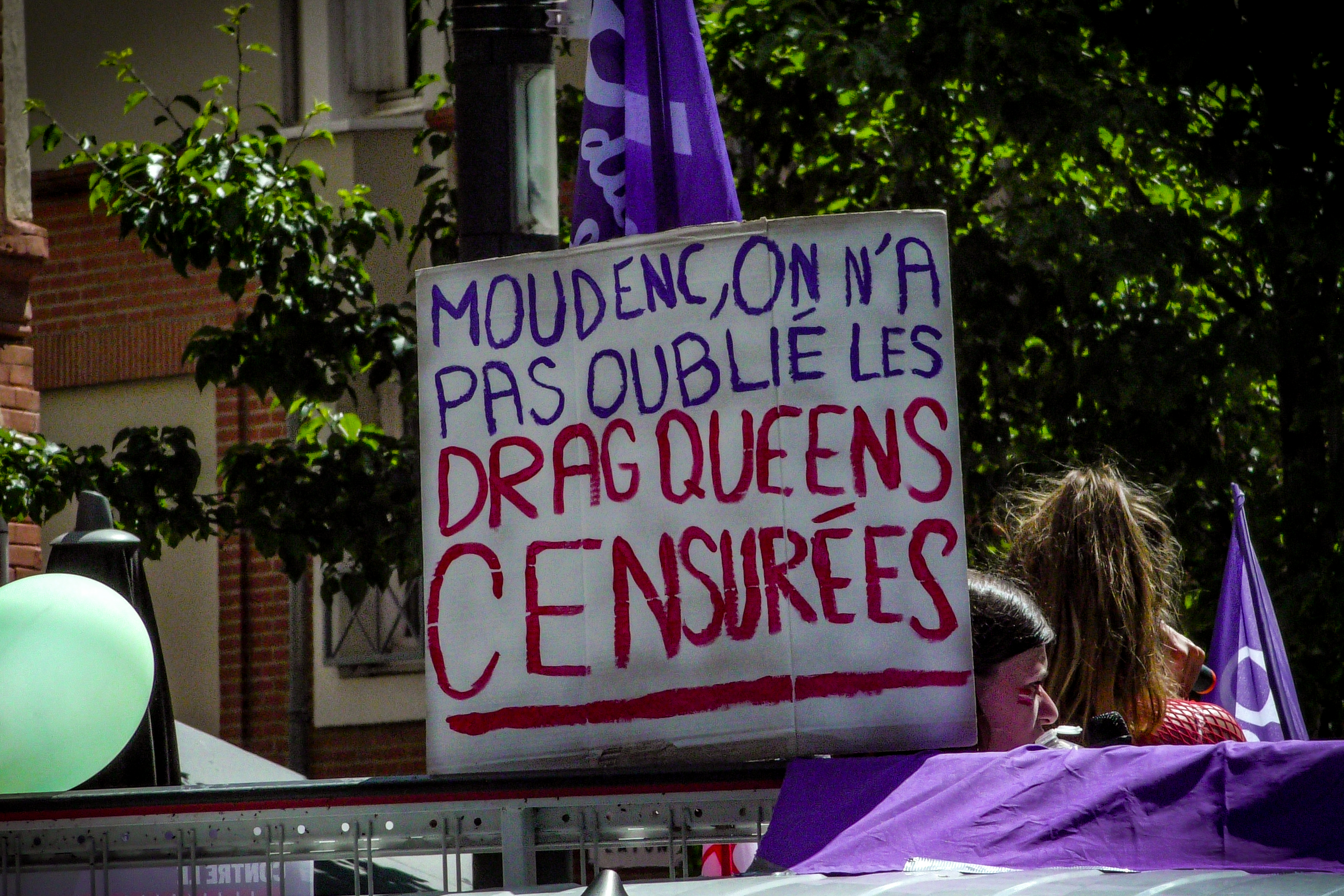
Pancarte lors de la marche des fiertés de Toulouse en juin 2023

De plus, cette visibilité croissante n'empêche pas la contestation parfois violente.
Des drag queens sont agressées dans la rue, à Poitiers ou Paris. L'extrême-droite organise des campagnes contre les lectures de contes pour enfants, utilisant l'image de La Briochée de manière diffamatoire et poussant ,le maire de Toulouse, Jean-Luc Moudenc, à limiter une lecture aux personnes de plus de 18 ans, vidant ainsi l'évènement de sa portée,. Une lecture drag est annulée à Montpellier. Enza Fragola, qui réalise des lectures drag, limite la communication autour de ses évènements pour éviter les polémiques. En mai 2024, un bar de Nantes à annuler son drag show pour cause de pressions similaires, et la marche des fiertés de Fort-de-France a été annulée en prenant comme justification la performance d'une drag queen.
En juillet 2024, un collectif de 1000 artistes drag dénonce ce climat délétère, auquel s'ajoute des humiliations dans les médias et des violences verbales en ligne et dans la rue. Ce recrudescence des violences coïncide avec la dissolution de l'assemblée nationale et la montée de l'extrême-droite. Ces artistes rapprochent la contestation des lectures drag avec la panique morale autour des enfants trans.

## Conditions économiques

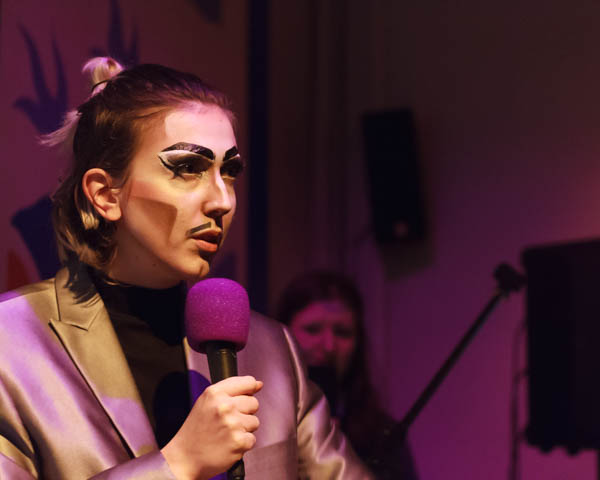
Stand-up du drag king Koria$$ en 2024 sur les violences sexistes et sexuelles. L'influence de RuPaul's Drag Race fait que les pratiques king, exclues de l'émission, comme le stand-up et le rap, se retrouvent invisiblisées par rapport aux drag queens et aux lipsync.

La renaissance drag se fait dans un esprit très DIY, avec très peu de revenus pour les artistes, qui se contentent généralement d'avoir l'entrée offerte en soirée avec des tickets de consommation d'alcool,. Dans les clubs, le drag se fait sous forme de gogo dancing et tient un rôle d'animation de la soirée, tandis qu'il a un aspect plus central dans les bars où il sert de vecteur d'intégration du public. Dans ces conditions, la rémunération se fait par don du public à prix libre, ce qui permet aux personnes queers précaires d'assister aux drags shows mais ne garantit pas aux artistes une compensation suffisante de leurs dépenses (maquillage, perruques) ou de leur travail préparatoire. Ce modèle aussi étant du travail non déclaré, il n'ouvre pas de droits au chômage, la retraite, aux mutuelles ou aux assurances.

L'augmentation de la visibilité du drag a un effet ambivalent : d'un côté, les artistes s'organisent pour faire respecter leurs conditions de travail et de nouvelles opportunités apparaissent, permettant aux artistes d'être payés en cachet et donc d'obtenir le statut d'intermittent du spectacle,,. De l'autre, cette visibilité crée une situation de concurrence, où l'augmentation des exigences du public en termes de qualité et de nouveauté rend le drag plus couteux, sélectionnant ainsi les artistes drag qui ont le plus grand capital économique de départ à l'exclusion des autres qui ne peuvent se mettre de dépenser autant pour leur art,. Il s'introduit de plus une logique de sélection, où les artistes ne sont plus sélectionnés pour les propos qu'ils défendent, mais sur leur bankabilité et leur capacité à générer de la visibilité.
Ainsi, le milieu drag français reste très précaire : à peine une poignée de drag queens françaises arrivent à faire du drag leur source principale de revenus, mais la majorité doivent cumuler un travail alimentaire en plus de leurs performances. Ce cumul est rendu difficile par le temps nécessaire pour faire du drag (déplacements, répétitions, conception des scenarii et réalisation des costumes) mais aussi la peur d'être reconnu comme drag queen par son employeur et de subir alors de l'homophobie au travail.

## Savoirs et archives
Avec cette renaissance émerge aussi une réflexion sur la mémoire et l'archivage du drag français, dans la lignée du travail plus général de création d'un centre d'archives LGBTQI+ à Paris ; cela aboutit à la création de site web communautaires documentant les artistes drag de la scène française, ainsi qu'à la multiplication des ouvrages et recherches publiées au sujet du drag.